# Corpus Christi Ice Rays (2010–)
Corpus Christi Ice Rays, marknadsfört som Corpus Christi IceRays, är ett amerikanskt juniorishockeylag som spelar i North American Hockey League (NAHL) sedan 2010. Laget har dock sitt ursprung från 2001 när Pittsburgh Forge grundades i Pittsburgh i Pennsylvania, för spel i just NAHL. Bara två år senare flyttades laget till Toledo i Ohio för att vara Toledo Ice Diggers. 2005 flyttades laget återigen och den här gången till Alpena i Michigan för att spela som Alpena Ice Diggers. I maj 2010 meddelade ägarna till CHL-laget Corpus Christi Ice Rays att man hade köpt Alpena Ice Diggers i syfte att flytta det till Corpus Christi i Texas. I juni offentliggjordes det att laget skulle heta Corpus Christi Ice Rays, vilket innebar att CHL-laget var då tvunget att upplösas för att göra det tilltänka lagnamnet tillgängligt för NAHL-laget.
Ice Rays spelar sina hemmamatcher i inomhusarenan American Bank Center, som har en publikkapacitet på 7 728 åskådare vid ishockeyarrangemang. De har inte vunnit någon Robertson Cup, som delas ut till det lag som vinner NAHL:s slutspel.
Laget har fostrat spelare som bland andra Pheonix Copley, Anthony Stolarz och Nico Sturm.